# Huttenheim
Huttenheim là một xã thuộc tỉnh Bas-Rhin trong vùng Grand Est đông bắc Pháp.

## Dân số
- 1851: 2186
- 1900: 2017
- 1936: 1752
- 1982: 1974
- 1990: 1999
- 1999: 2094
- 2006: 2509